# Dohali
Dohali (nepalski: दोहली) – gaun wikas samiti w zachodniej części Nepalu w strefie Lumbini w dystrykcie Gulmi. Według nepalskiego spisu powszechnego z 2001 roku liczył on 790 gospodarstw domowych i 4201 mieszkańców (2280 kobiet i 1921 mężczyzn).